# Prellerhaus (Sankt Englmar)
Prellerhaus ist ein Gemeindeteil der Gemeinde Sankt Englmar, rund eineinhalb Kilometer nördlich des Hauptortes am Südwesthang des Pröllers.
Das einzige Haus der Einöde wird als Berghütte bewirtschaftet.

## Geschichte
Erstmals genannt wird der Ort 1838 als Prellerhäusl in der Matrikel des Bistums Regensburg für das Jahr 1835. Im historischen Atlas von Bayern wird als Ersterwähnung das topographisch-statistische Handbuch von Heyberger aus dem Jahr 1867 genannt. Keine der Quellen erwähnt jemals mehr als ein Wohngebäude. Bei der Zählung von 1871 werden acht Einwohner, zwei Gebäude und fünf Rindviehcher ermittelt.
- 1835: 4 Einwohner[2]
- 1860: 6 Einwohner[6]
- 1861: 7 Einwohner[4]
- 1871: 8 Einwohner[5]
- 1885: 9 Einwohner[7]
- 1900: 3 Einwohner[8]
- 1913: 5 Einwohner[9]
- 1925: 5 Einwohner[10]
- 1950: 4 Einwohner[11]
- 1961: 1 Einwohner[12]
- 1970: 1 Einwohner[13]
- 1987: unbewohnt[1]